# Wilson repülőtér
A Wilson repülőtér (IATA: WIL, ICAO: HKNW) Nairobi (Kenya) második legnagyobb nemzetközi repülőtere, mely 5 kilométerre délre fekszik a várostól.
A repülőtér 1933 óta üzemel. Innen főként belföldi repülőjáratok indulnak, de van nemzetközi forgalom, és repülés-oktatás is folyik itt. Az iparágak közül elsősorban a turizmus, az egészségügy és a mezőgazdaság használja. Évente mintegy 120 000 fel- és leszállás történik.
A légitársaságok közül az Airkenya és más, kisebb társaságok használják, a Jomo Kenyatta nemzetközi repülőtér helyett (ami Nairobi fő repülőtere). A repülőteret a Kenya Airports Authority (KPA) felügyeli. Éves utasforgalma 854 000 fő (2019).

## Forgalom
Az utasforgalom az elmúlt években az alábbi módon változott:
| Utasok száma | 243 000 | 300 000 | 295 000 | 327 000 | 325 000 | 331 000 | 413 000 | 528 000 | 846 000 | 854 000 |
|              | 2010    | 2011    | 2012    | 2013    | 2014    | 2015    | 2016    | 2017    | 2018    | 2019    |

## Légitársaságok és úticélok
| Légitársaság     | Célállomások |
| ---------------- | --- |
| Airkenya Express | Amboseli, Kilimanjaro, Lamu, Lewa Downs, Maasai Mara, Malindi, Meru, Nanyuki, Samburu, Ukunda/Diani Beach                        |
| Fly Tristar      | Eldoret, Lodwar, Malindi, Mombasa, Ukunda/Diani Beach                                                                            |
| Renegade Air     | Kisumu |
| Safarilink       | Amboseli, Kilaguni, Kilimanjaro, Kiwayu, Lamu, Lewa Downs, Maasai Mara, Naivasha, Nanyuki, Samburu, Ukunda/Diani Beach, Zanzibar |